# Sarajevo
Sarajevo (uguale in bosniaco, alfabeto cirillico Сарајево; in giudesmo Saraj; in turco Saraybosna; in italiano Saraievo o, desueto, Seraievo) è la più grande città nonché capitale della Bosnia ed Erzegovina. 
È inoltre capoluogo della Federazione di Bosnia ed Erzegovina, una delle due entità che compongono lo stato, e dell'omonimo cantone.
All'interno dei confini amministrativi dei quattro comuni che compongono la città vera e propria - (Stari Grad, Centar, Novi Grad e Novo Sarajevo) risiedono 342.577 abitanti (dato del 2017) mentre l'area urbana arriva a comprendere una popolazione di oltre mezzo milione di abitanti includendo i comuni limitrofi di Ilidža, Hadžići, Vogošća e Ilijaš. 
Sarajevo è il centro politico, finanziario, sociale e culturale della Bosnia-Erzegovina e un importante centro di cultura nei Balcani. Per la sua estesa storia di diversità religiosa e culturale, Sarajevo è talvolta chiamata la "Gerusalemme d'Europa", è infatti una delle poche grandi città europee ad avere una moschea, una chiesa cattolica, una chiesa ortodossa e una sinagoga nello stesso quartiere.
Sebbene le sue origini siano riconducibili alla preistoria, la città moderna è sorta come roccaforte ottomana nel XV secolo. Più volte nella sua storia Sarajevo fu il luogo di eventi di rilievo mondiale. 
Nel 1914, fu il luogo dell'attentato all'arciduca Francesco Ferdinando da parte dell'attivista serbo della Mlada Bosna Gavrilo Princip, episodio che scatenò la prima guerra mondiale e che pose fine al dominio austro-ungarico in Bosnia portando alla creazione del Regno di Jugoslavia. Al termine della seconda guerra mondiale, l'istituzione della Repubblica Socialista di Bosnia ed Erzegovina, parte della Jugoslavia, comportò una notevole espansione della città, all'epoca capitale della repubblica costituente. Nel 1984 ospitò i XIV Giochi olimpici invernali che segnarono un periodo di prosperità per la città. Tuttavia, durante la guerra di Bosnia e la dissoluzione della Jugoslavia, la città subì il più lungo assedio di una capitale nella storia della guerra moderna, fu infatti sotto assedio per 1.425 giorni dall'aprile 1992 al febbraio 1996.
La ricostruzione post-bellica ha portato ad una forte crescita della città. Nel 2014 Sarajevo è stata Capitale europea della cultura e nel 2019 ha ospitato il XIV Festival olimpico invernale della gioventù europea. Nell'ottobre 2019, Sarajevo è stata designata come Città creativa dell'UNESCO per aver posto la cultura al centro delle sue strategie di sviluppo, è inoltre una delle diciotto "Cities of Film".

## Geografia fisica

### Territorio
Sarajevo è localizzata vicino al centro geometrico del triangolo formato dalla Bosnia ed Erzegovina, qualche chilometro ad est della sorgente del fiume Bosna. La città si trova a 511 metri sopra il livello del mare nella valle omonima che si estende da est a ovest dalle Alpi dinariche in direzione della pianura e che costituisce una sorta di anfiteatro naturale all'interno del quale si è sviluppato l'agglomerato urbano. La circondano rilievi coperti di foreste e cinque montagne principali la più elevata delle quali è il monte Treskavica (2 088 m s.l.m.) seguita dal monte Bjelašnica (2 067 m s.l.m.), dal monte Jahorina (1 913 m s.l.m.), il monte Trebević (1 627 m s.l.m.), e dal monte Igman (1 502 m s.l.m.). 
Un piccolo fiume di nome Miljacka divide la città in due parti percorrendo il centro cittadino da est a ovest per confluire nel fiume Bosna nei sobborghi occidentali della città. 
Durante la seconda metà del XX secolo città satellite come Ilidža e Vogošća si sono fuse con Sarajevo diventandone dei sobborghi.

### Clima
Sarajevo presenta un clima continentale mite, posta tra due fasce climatiche: quella dell'Europa centrale a nord e quella mediterranea a sud. La temperatura media è di 9,5 °C, con gennaio come mese più freddo (−1,3 °C) e luglio come quello più caldo (19,1 °C). La temperatura più calda registrata furono i 40 °C del 19 agosto 1946, mentre la più fredda furono i −26,4 del 25 gennaio 1946. Mediamente Sarajevo ha 68 giorni estivi all'anno (quelli con temperature superiori o uguali a 30,0 °C). La città è spesso leggermente coperta da nubi, con una media del 59% di cielo coperto. Il mese più nuvoloso è dicembre (in media 75% di cielo coperto), mentre quello più sereno è agosto. Le precipitazioni si registrano tutto l'anno con una media finale di 170 giorni. Le giuste condizioni climatiche hanno consentito lo sviluppo degli sport invernali e l'organizzazione dei Giochi Olimpici Invernali del 1984.
| Medie climatiche Sarajevo | Mesi | Mesi | Mesi | Mesi | Mesi | Mesi | Mesi | Mesi | Mesi  | Mesi | Mesi | Mesi | Stagioni | Stagioni | Stagioni | Stagioni | Anno  |
| Medie climatiche Sarajevo | Gen  | Feb  | Mar  | Apr  | Mag  | Giu  | Lug  | Ago  | Set   | Ott  | Nov  | Dic  | Inv      | Pri      | Est      | Aut      | Anno  |
| ------------------------- | ---- | ---- | ---- | ---- | ---- | ---- | ---- | ---- | ----- | ---- | ---- | ---- | -------- | -------- | -------- | -------- | ----- |
| T. max. media (°C)        | 3    | 5    | 12   | 16   | 22   | 25   | 27   | 28   | 20    | 18   | 10   | 4    | 4        | 16,7     | 26,7     | 16       | 15,8  |
| T. min. media (°C)        | −3   | −2   | 2    | 5    | 9    | 12   | 14   | 14   | 10    | 8    | 4    | −1   | −2       | 5,3      | 13,3     | 7,3      | 6     |
| Precipitazioni (mm)       | 51,6 | 55,3 | 36,7 | 67,4 | 68,5 | 72,0 | 79,0 | 58,2 | 113,4 | 72,6 | 80,7 | 69,9 | 176,8    | 172,6    | 209,2    | 266,7    | 825,3 |

## Etimologia
Il toponimo nasce dalla contrazione slavizzata delle parole turche saray, che significa "corte" o "palazzo", e ovaši che significa campo alludendo ai vasti campi che si estendevano a ovest dell'area in cui si trovavano gli edifici governativi. Una delle varianti del nome, usata per lo più dai forestieri, era Bosna Seraj oppure Seraj Bosna, il primo uso attestato del nome "Sarajevo" risale al 1455.

## Storia
Alla conformazione attuale della città si è giunti attraverso tre distinte fasi di crescita, la prima ebbe luogo durante il primo periodo del governo ottomano (1460-1600), la seconda negli anni di pace dell'impero austro-ungarico (1883-1914) e l'ultima con l'epoca socialista (1945-1994), durante tutti questi periodi la città venne governata da "grandi costruttori" che, ognuno secondo la sua visione di città, formarono e riformarono il tessuto urbano.

### Dalle origini al XVIII secolo
L'area occupata dalla Sarajevo odierna è stata continuamente abitata dall'età della pietra. Ne sono tutt'oggi rimaste delle evidenti tracce, anche se maggiormente dovute a delle successive ricostruzioni. Una città romana si trovava all'estremo occidentale della valle,  in corrispondenza del sobborgo di Ilidža, attualmente una località termale le cui acque sulfuree erano già in uso in epoca romana, si hanno ritrovamenti di pavimentazioni in mosaico e capitelli dell'epoca romana.
Studi della seconda metà del XX secolo hanno confutato la teoria che la città fosse costruita sui resti di un'antica città chiamata Vrhbosna (letteralmente Cima-bosnia), questo nome era infatti usato per definire un'intera area amministrativa e venne diffuso dai mercanti di Dubrovnik che lo usavano per individuare uno specifico mercato in uno dei villaggi dell'area.
Tra il 540 e il 800 gli slavi originari dalle zone delle attuali Polonia e Ucraina colonizzarono il sud-est dell'Europa, la penisola balcanica e quindi l'area dell'attuale Bosnia. Divisi in tribù e legati a religioni animiste vennero progressivamente convertiti al Cristianesimo e dominati in successione da Croati, Serbi, Bizantini, Ungheresi. Nel XII secolo venne costituito uno stato medievale che comprendeva l'area di Sarajevo, Visoko e Zenica inizialmente soggetto alla sovranità del Regno di Ungheria ma che dal 1180 divenne autonomo anche se travagliato da lotte tra famiglie nobili. All'epoca della conquista ottomana la zona era abitata da popolazioni cristiane sia ortodosse sia cattoliche ma nessuna delle due confessioni aveva una vera e propria struttura organizzata, questo lasciò ampio spazio alla diffusione dell'islamismo.
L'anno generalmente ricordato come quello di fondazione della città è il 1461, quando il primo governatore ottomano in Bosnia, Isa-Beg Isaković, trasformò il raggruppamento di villaggi in una città e in una capitale, costruendo degli edifici chiave, e in particolare una moschea, un mercato coperto, bagni pubblici, un ostello e ovviamente il Palazzo (saray) del Governatore.
Sarajevo ha iniziato a prosperare nel XVI secolo quando il suo maggiore costruttore Gazi Husrev-beg diede vita a quasi tutto quello che oggi compone la città vecchia.
Durante una incursione condotta nel 1699 dal principe Eugenio di Savoia contro l'Impero ottomano, Sarajevo fu bruciata e rasa al suolo. La città in seguito fu ricostruita anche se non si riprese mai pienamente dalla distruzione, tanto che la capitale della Bosnia fu spostata a Travnik.

### Dal XIX al XX secolo

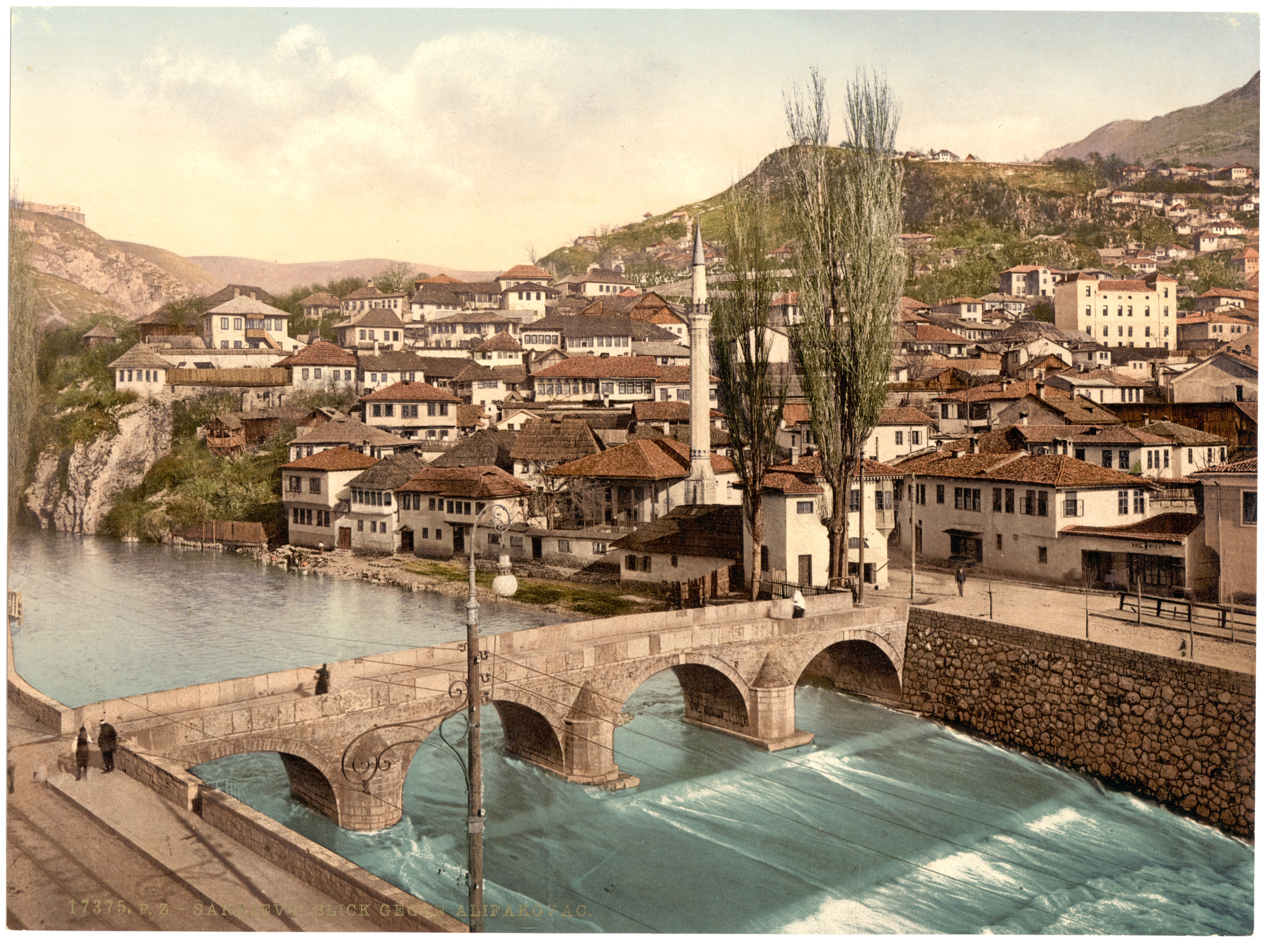
Sarajevo tra il 1890 e il 1900

Nel 1878 la Bosnia fu occupata dall'impero austro-ungarico: architetti e ingegneri invasero Sarajevo cercando di ricostruirla come una moderna capitale europea. Questo portò alla fusione delle parti della città ancora costruite in stile ottomano con l'architettura contemporanea occidentale. Sarajevo ospita anche brillanti esempi del periodo della Secessione e dello stile pseudo-moresco.
Nel 1914 la città fu lo scenario dell'evento che scatenò la prima guerra mondiale: l'assassinio, il 28 giugno di quell'anno, dell'arciduca d'Austria ed erede al trono imperiale Francesco Ferdinando e di sua moglie.
In seguito alla seconda guerra mondiale Sarajevo divenne un importante centro industriale regionale della Jugoslavia e di conseguenza è cresciuta molto rapidamente. I nuovi quartieri sono stati costruiti a ovest della città vecchia e sono andati accrescendo l'unicità dell'architettura della città.

### Dal XX al XXI secolo

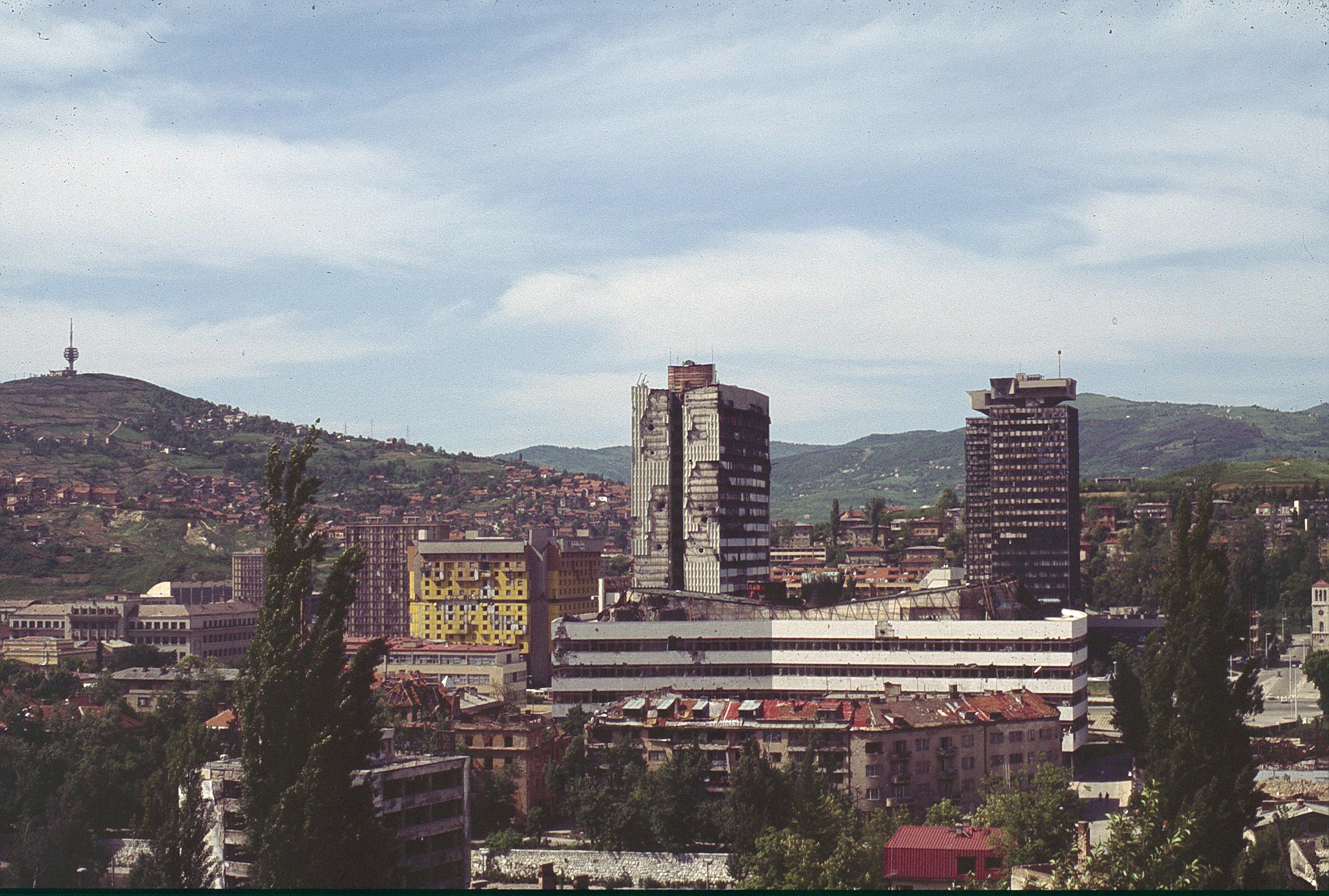
Sarajevo nel maggio del 1996 dopo l'assedio

Il momento di massima crescita della città si ebbe agli inizi degli anni ottanta quando Sarajevo venne nominata città ospitante dei XIV Giochi olimpici invernali.
A causa dell'inizio della guerra in Jugoslavia, il 6 aprile 1992 la città venne accerchiata ed in seguito assediata dalle forze serbe. La guerra, che è durata fino all'ottobre del 1995, ha portato distruzione su larga scala e una fortissima percentuale di emigrazione.
Tra i beni culturali maggiormente devastati dal conflitto si rammentano la Biblioteca Nazionale ed Universitaria, che era il monumento più rappresentativo dell'architettura pseudo-moresca del XIX secolo, il "Museo nazionale della Bosnia ed Erzegovina" che fu danneggiato e la Moschea di Gazi Husrev-beg (del XVI secolo).
La ricostruzione della città è iniziata a partire dal marzo del 1996, subito dopo la fine della guerra. 
Il centro storico ottomano e la parte ottocentesca, di impronta austriaca, a parte alcuni singoli edifici sono completamente rimessi a nuovo. I segni più evidenti della guerra si possono ancora trovare nella città nuova, Novo Sarajevo, dove molti edifici sono ancora distrutti, e accanto ad essi sono molti i cantieri di nuovi centri commerciali ed edifici destinati ai servizi.

## Monumenti e luoghi di interesse
La parte più antica di Sarajevo è l'area di Baščaršija che prende il nome dall'omonima piazza e che in epoca ottomana era la principale zona commerciale e centro della vita sociale cittadina. In questa zona, situata nella municipalità di Stari Grad a nord del fiume Miljacka, si trovano due antichi bazar coperti entrambi risalenti al XVI secolo, il Gazi Husrev Bey's Bezistan dichiarato monumento nazionale e il Brusa Bezistan che ospita una sezione del Museo di Sarajevo. In piazza Baščaršija si trova la moschea Havadža Durak, nell'area si trovano inoltre la moschea di Gazi Husrev-beg, la scuola islamica, Sahat Kula (la torre dell'orologio) e la fontana Sebilj.

### Architetture religiose

#### Luoghi di culto islamici
- Moschea di Ali Pascià

Costruita negli anni tra il 1560-1561 sotto il governo ottomano nel tipico stile di Istanbul. La grande cupola copre la stanza della preghiera mentre tre cupole più piccole proteggono il chiostro. La moschea di Ali Pascià venne danneggiata dalle truppe serbe nel 1990. Dopo i restauri del 2004-2005 la moschea è inserita nella lista dei Monumenti Nazionali della Bosnia ed Erzegovina.
- Moschea dell'Imperatore o TsarsLa Moschea Tsars

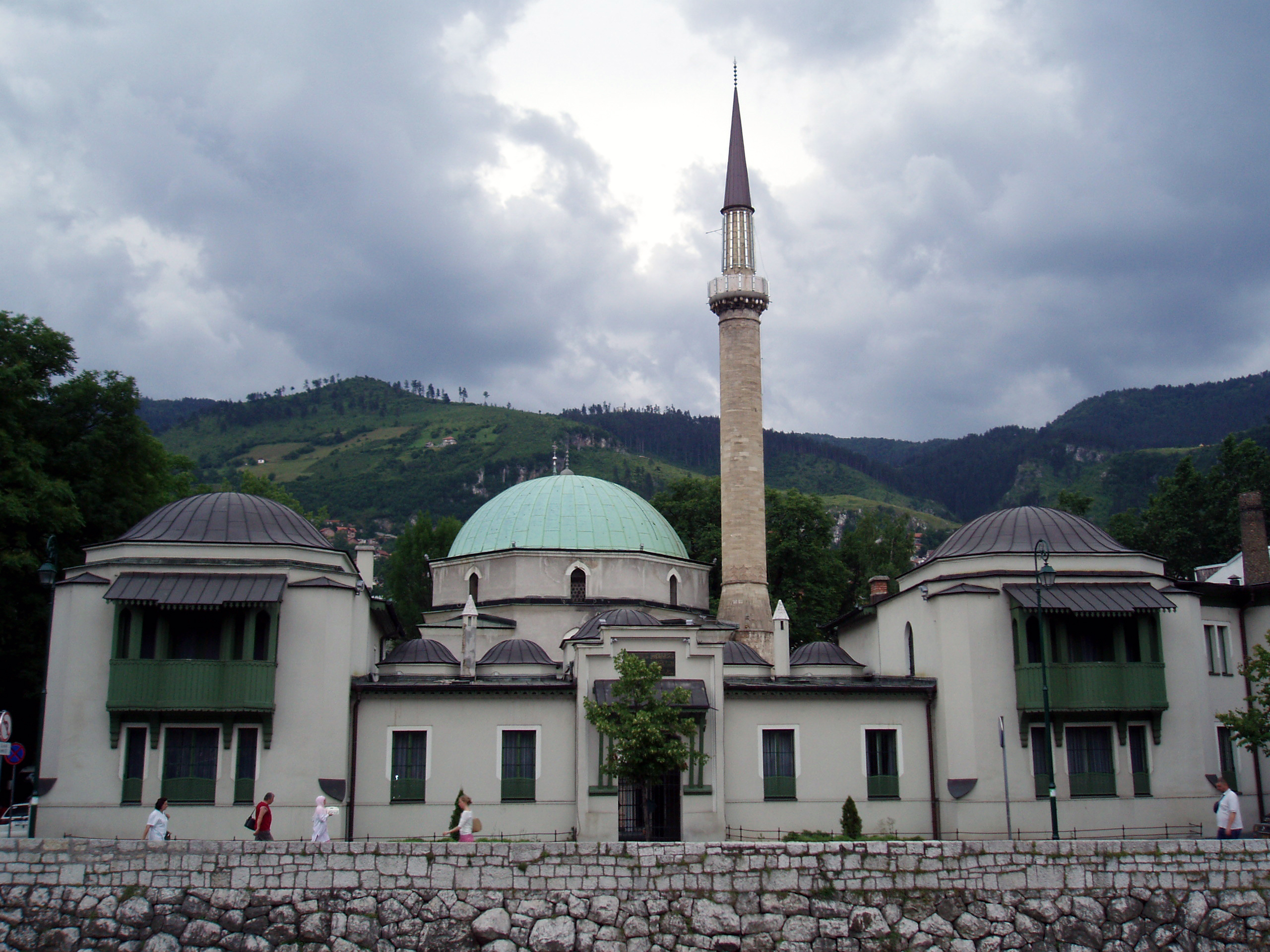
La Moschea Tsars

Importante moschea completata tra il 1462 e il 1566. Il nome deriva da Solimano I
- Moschea di Gazi Husrev-beg

Completata tra il 1530-1531 è considerata il più importante esempio di architettura islamica della Bosnia e uno dei migliori esempi al mondo di architettura ottomana. Venne costruita da Minar Sinan un importante architetto ottomano che anni dopo costruì la moschea di Solimano a Edirne in Turchia. La moschea prende il nome da Gazi Husrev-beg, colui che la commissionò.
- Moschea di Re Fahd

Finanziata dall'Arabia Saudita, è attualmente la moschea più grande di Sarajevo per il numero di fedeli che può accogliere

#### Luoghi di culto cristiano-ortodossi
- Cattedrale ortodossaLa cattedrale ortodossa di notte

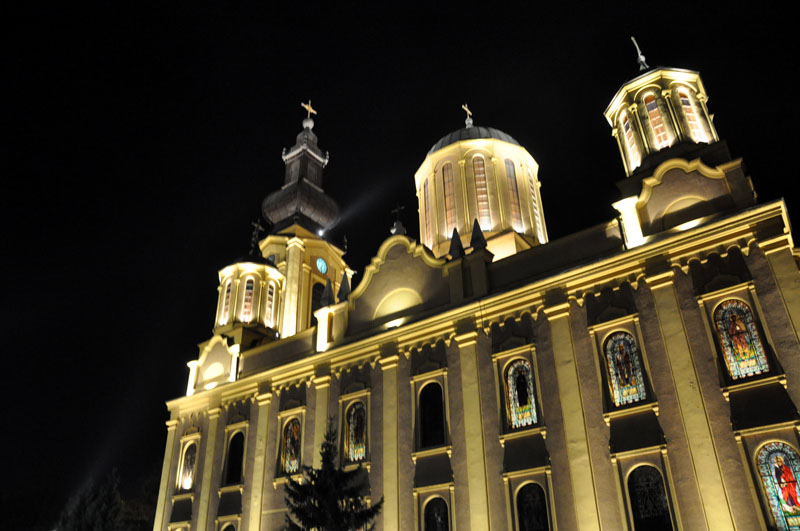
La cattedrale ortodossa di notte

Costruita tra il 1863-1868 è la chiesa ortodossa più grande di Sarajevo e una delle più grandi dei Balcani. La basilica è dedicata alla natività di Gesù. La chiesa è sormontata da cinque cupole, la pianta è a forma di croce, gli interni sono riccamente decorati. Molto apprezzabile è il campanile dorato posto davanti all'entrata. La costruzione è in stile barocco.
- Chiesa di Sveto Preobraženje
- Vecchia chiesa ortodossa

Edificio dedicato al culto ortodosso, venne completato nel 1539 e dedicato agli arcangeli Gabriele e Michele.

#### Luoghi di culto cristiano-cattolici
- Cattedrale del Sacro Cuore

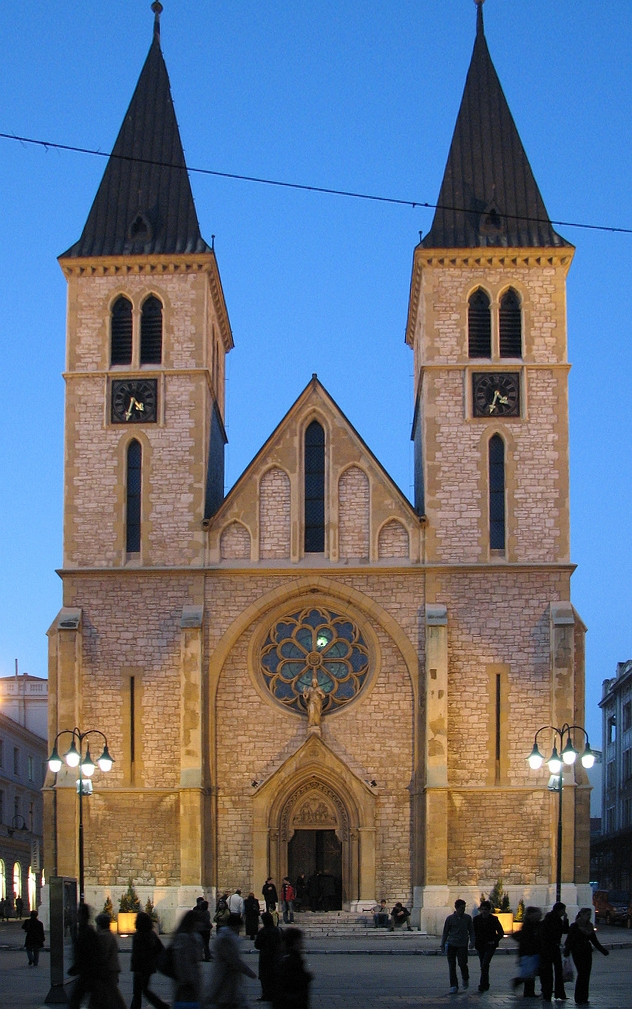
La Cattedrale del Sacro Cuore

Sede della Diocesi cattolica in Bosnia viene comunemente chiamata come la cattedrale di Sarajevo o Katedrala. Iniziata nel 1884 e completata nel 1889. Il suo architetto, Josip Vancaš, utilizzò elementi gotici e neo-romanici.
Durante la guerra che colpì il paese negli anni novanta, venne costruita un'entrata della stazione dei treni all'interno della cattedrale per facilitare il rifornimento di vettovaglie alla città.
- Chiesa di San Giuseppe

Situata nel quartiere di Marijin Dvor, immediatamente fuori dalla zona più centrale della città lungo Zmaja od Bosne, fu costruita tra il 1936 ed il 1940 su disegno dell'architetto Karl Paržik. In stile neo-romanico, con struttura a tre navate in pietra bianca d'Erzegovina, la chiesa ospita il sepolcro di Ivan Šarić, carismatico e discusso arcivescovo di Sarajevo della prima metà del XX secolo che ne promosse la costruzione.
- Chiesa di Sant'Antonio di Padova

Situata nel vecchio quartiere a sinistra del fiume Miljacka detto Bistrik (anticamente Latinluk), è stata costruita nel 1912 al posto di un precedente e più piccolo tempio cattolico eretto nel 1882, dopo l'arrivo degli austriaci. Questo aveva avuto anche funzioni parrocchiali e di chiesa cattedrale fino alla costruzione dell'attuale cattedrale nel 1889. Nel 1905 la vecchia chiesetta fu chiusa per problemi di staticità e nel 1912 fu abbattuta per far posto alla nuova chiesa di Sant'Antonio di Padova, disegnata in stile neogotico da Josip Vancaš. Annesso alla chiesa si trova un monastero francescano eretto nel 1894.

#### Luoghi di culto ebraici
- Sinagoga ashkenazita di Sarajevo

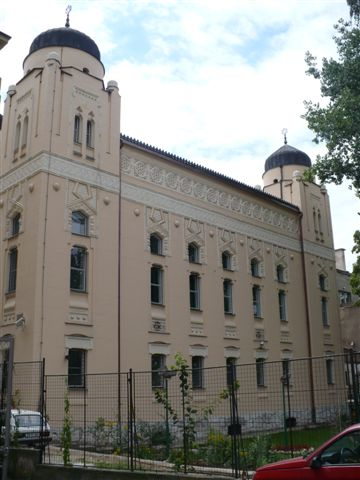
La Sinagoga ashkenazita

Situata a sud del fiume Miljacka è l'unico luogo di preghiera della comunità ebraica. Costruita nel 1902 in stile neo-moresco e consacrata nel 1930, nel 1966 venne offerta alle autorità cittadine come centro culturale e divisa orizzontalmente in due settori. La sezione dedicata al culto ebraico è situata nel piano superiore. Quando venne consacrata era una delle sinagoghe più grandi dei Balcani.
- Vecchia sinagoga di Sarajevo

Posizionata nel Velika Avlija, il quartiere ebraico di Sarajevo, la vecchia sinagoga risale al 1581. Danneggiata da un incendio nel 1697 e nel 1788 venne trasformata in Museo Ebraico nel 1965. Nonostante i muri siano stati spogliati delle loro decorazioni rimane un ambiente ancora molto suggestivo tutto costruito in pietra

### Architetture civili
- Morića Han, l'edificio, risalente al XVI secolo ospitava un caravanserraglio in grado di dare alloggio a 300 persone e 70 cavalli.
- La torre dell'orologio, risalente al XVI secolo
- L'edificio dell'Accademia di belle arti di Sarajevo, opera dell'architetto ceco Karel Pařík, inizialmente era una chiesa evangelica.
- Il ponte Latino, edificato nel 1798 sui resti di un ponte più antico distrutto da una piena, prende il nome dal vicino quartiere cattolico
- Vijećnica, l'edificio sede della Biblioteca Nazionale ed Universitaria
- Cimitero ebraico di Sarajevo
- Kozija Cuprija (o Ponte delle Capre)

### Architetture militari
- La fortezza bianca
- La fortezza gialla

### Altro
- Bijela Tabija
- Torre d'entrata di Visegrad
- Tunnel di Sarajevo
- Palazzo della Presidenza
- Konak
- Palazzo del Governo
- Palazzo delle Poste
- Ponte Vijecnica
- Ponte romano di Plandište
- Ponte Vrbanja (o Ponte della morte)

### Aree naturali
- Monte Trebević
- Monte Bjelašnica
- Sorgenti del fiume Bosna (o Vrelo Bosne)
- Fiume Miljacka
- Monte Igman

## Società

### Religioni

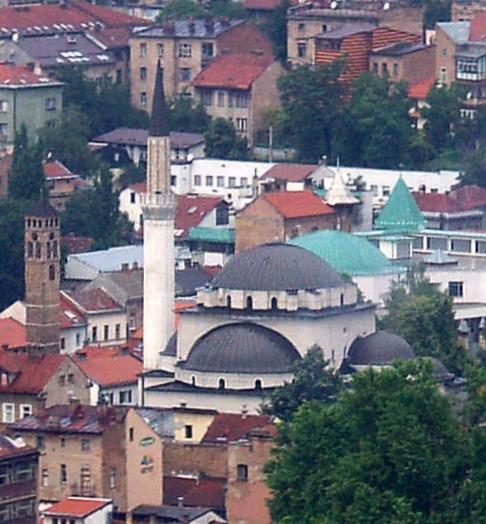
La moschea di Gazi Husrev-beg

Saraievo è stata per secoli una città multireligiosa ed è stata nota anche come la Gerusalemme d'Europa. Storicamente le religioni più professate in città sono state l'islam (praticato dai bosgnacchi), il cristianesimo ortodosso (praticato dai serbi) e il cattolicesimo (praticato dai croati). Vi è poi una comunità ebraica. I rapporti tra i principali tre gruppi etnoreligiosi si sono incrinati in occasione della guerra di Bosnia. L'islam rappresenta la religione più diffusa a Sarajevo. La storia dell'islam in città ebbe inizio nel XV secolo, con l'arrivo dell'Impero ottomano. Nel 1991 il 45% della popolazione era musulmana. A Sarajevo hanno sede una metropolia ortodossa e numerose chiese. Nel 1921 più del 20% della popolazione era composto da ortodossi. La città è poi sede di un'arcidiocesi cattolica. La principale chiesa cattolica della città è la Cattedrale del Sacro Cuore. La proporzione di ortodossi e di cattolici è diminuita dopo la guerra.

#### Ebraismo
Sarajevo rappresenta uno dei principali centri storici dell'ebraismo nei Balcani. La storia dell'ebraismo in città risale al XV secolo, con l'arrivo di sefarditi scacciati dai Re cattolici di Spagna. I nuovi arrivati costituirono un quartiere in città (mahala). La prima sinagoga risale al 1580. Ai sefarditi si aggiunsero successivamente anche ebrei aschenaziti dall'Ungheria; le due comunità parlavano lingue diverse (i sefarditi il ladino e gli aschenaziti lo yiddish), non si amalgamarono e mantennero sinagoghe separate. Il numero degli ebrei a Sarajevo raggiunse gli 8000-12000 (per la maggior parte sefarditi). L'avvento del nazismo e delle persecuzioni degli Ustascia comportarono la deportazione dell'85% degli ebrei di Sarajevo e la distruzione della comunità. Gli ebrei rimasti oggi in città sono circa 700.

## Cultura
Sarajevo è sempre stato un centro culturale molto importante.
Dal periodo dell'Impero ottomano Sarajevo è stata la casa per molti pensatori, poeti e artisti. Vladimir Prelog, vincitore del premio Nobel, è nativo della città come il regista Emir Kusturica. Il vincitore del premio Nobel Ivo Andrić, lo scrittore Predrag Matvejević e Danis Tanović hanno soggiornato a lungo nella città; Andrić si considerava come suo cittadino.
I diversi gruppi etnico-religiosi che hanno abitato a Sarajevo nel corso dei secoli hanno lasciato la propria impronta nella città e hanno permesso uno sviluppo culturale molto variegato.
Oggi Sarajevo è sede di diverse università sia pubbliche che private, ospita molti festival e diversi musei che furono chiusi durante la guerra sono stati riaperti.
L'assedio di Sarajevo ha provocato diversi danni, fra questi il più grave è stato probabilmente la quasi totale distruzione della Biblioteca nazionale ed universitaria di Bosnia ed Erzegovina. Molti libri e manoscritti furono bruciati e andarono irrimediabilmente perduti.
Tuttavia la città si sta risollevando, grazie anche ad alcune iniziative quali il Sarajevo Film Festival, una delle più grandi manifestazioni cinematografiche europee, che d'estate punta i riflettori sulla città.

### Istruzione

#### Biblioteche
- Biblioteca nazionale ed universitaria della Bosnia-Erzegovina

#### Università
- Università di Sarajevo
- Scuola di scienza e tecnologia di Sarajevo
- Scuola di Economia
- Università Internazionale di Sarajevo
- Accademia delle Belle Arti

#### Musei
- Museo di Sarajevo il museo cittadino, fondato nel 1949, è composto da cinque sezioni in edifici separati:
  - Museo Sarajevo 1878-1918
  - Museo Ebraico della Bosnia ed Erzegovina
  - Casa Svrzo
  - Casa Despić
  - Brusa Bezistan
- Ars Aevi (museo d'arte contemporanea)
- Museo nazionale della Bosnia ed Erzegovina
- Museo dell'infanzia di guerra
- Museo della Storia della Bosnia ed Erzegovina
- Museo della Letteratura e dell'arte teatrale della Bosnia ed Erzegovina
- Museo Gazi Husrev Bey
- Museo Vijećnica

### Teatro
- Teatro nazionale di Sarajevo
- Teatro della gioventù di Sarajevo

### Cinema
- Sarajevo Film Festival

### Musica
L'Orchestra filarmonica di Sarajevo è famosa per aver suonato il 19 giugno 1994 fra le rovine del Municipio il Requiem di Mozart sotto la direzione di Zubin Mehta, solisti erano José Carreras, Ruggero Raimondi, Cecilia Gasdia e Ildikó Komlósi.
- Sarajevo Jazz Festival
- Festival Invernale di Sarajevo

## Geografia antropica

### Suddivisioni amministrative

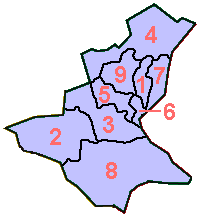
Le 9 municipalità del Cantone di Sarajevo

Sono considerate parte della città di Sarajevo quattro delle nove municipalità che costituiscono il Cantone di Sarajevo. Le municipalità considerate facenti parte della città sono:
1. Centar
5. Novi Grad
6. Novo Sarajevo
7. Stari Grad

### Centar
Centar è una municipalità di Sarajevo con 59.238 abitanti al censimento 2013.
È posizionata in mezzo tra Stari Grad (la parte più vecchia della città) e le municipalità di Novi Grad e Novo Sarajevo.
La municipalità di Centar è la parte più importante della città in quanto hanno sede le principali amministrazioni riguardanti il commercio, l'educazione, la cultura e la salute.

### Novi Grad

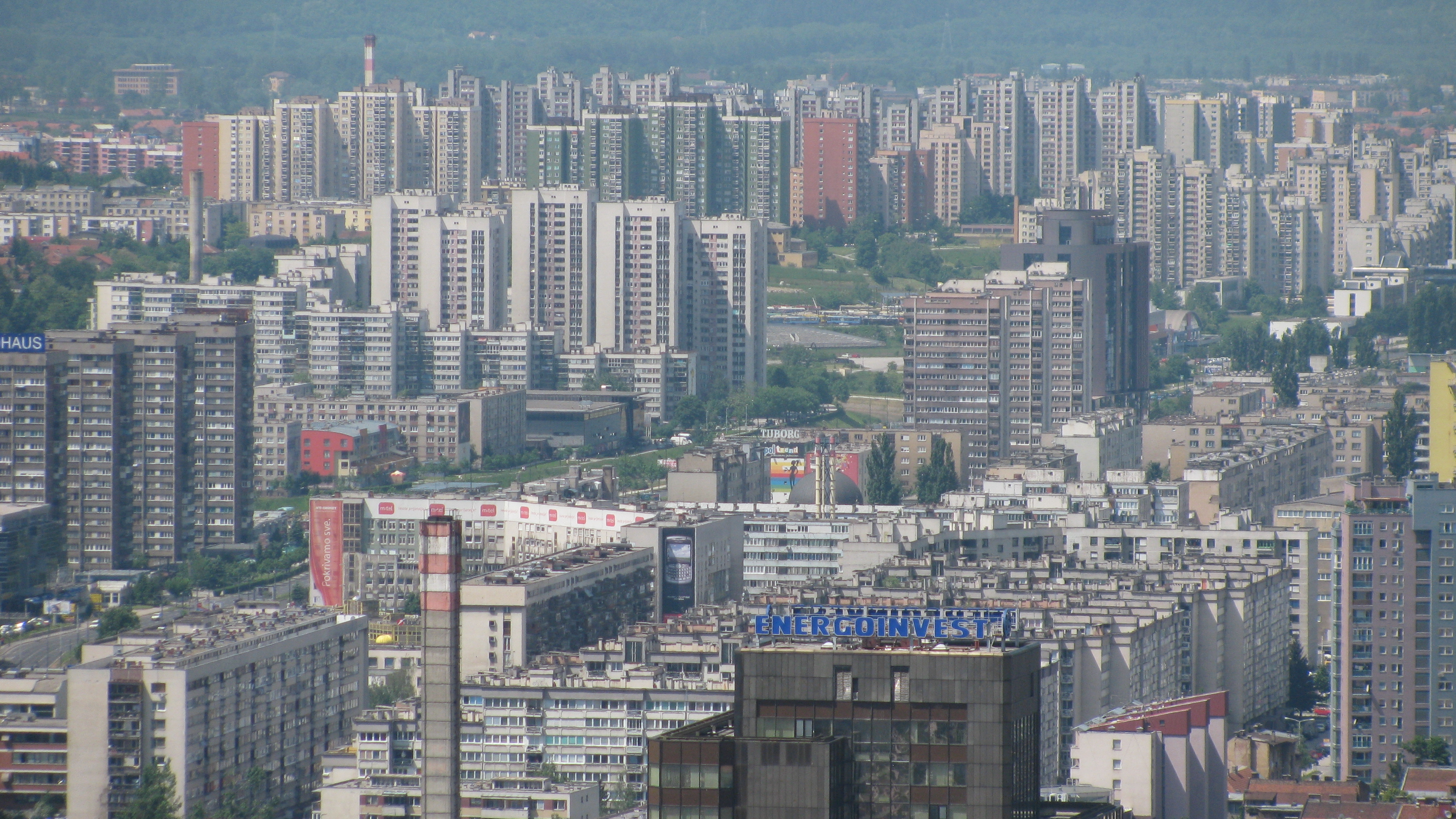
Vista ovest di Novi Grad

Novi Grad (in italiano Città Nuova) è la municipalità posta più a ovest delle quattro che formano Sarajevo
Novi Grad crebbe notevolmente durante gli anni '70 basandosi sull'industria. Questa rapida crescita portò ad una forte urbanizzazione con edifici residenziali multipiano.
Nel 1991 contava 136 746 abitanti, ma la guerra diminuì drasticamente questa cifra. Il 92 % degli edifici risultò distrutto.
Novi Grad è comunque riuscita ad attuare un grande recupero e, benché i segni della guerra siano ancora visibili, nuovi edifici sono stati costruiti rendendo Novi Grad la parte più moderna della città.
Con 124 471 abitanti al censimento 2013 è la municipalità più popolata di Sarajevo.
La municipalità di Novi Grad è composta dalle seguenti comunità locali: Ali-pašin most I, Ali-pašin most II, Ali-pašino polje A I, Ali-pašino polje A II, Ali-pašino polje B I, Ali-pašino polje B II, Ali-pašino polje C I, Ali-pašino polje C II, Aneks, 
Briješće, Buča potok, Čengić vila, Dobrinja A, Dobrinja B, Dobrinja C, Dobrinja D, Dobroševići,  Dolac, Staro Hrasno, Olimpijsko selo, Otoka, Neđarići, Reljevo, Saraj-polje, Sokolje, Stup, Švrakino selo I, Švrakino selo II, Švrkino selo III.

### Stari Grad
Stari Grad (città vecchia) è una municipalità di Sarajevo.
Stari Grad è la parte più vecchia di Sarajevo, ricca di monumenti, luoghi di culto e costruzioni di grande valore storico. La parte est di Stari Grad è caratterizzata dalle influenze ottomane mentre la parte ovest presenta influenze della cultura Austro-Ungarica. Questa parte della città rappresenta simbolicamente un punto di incontro fra l'oriente e l'occidente.
Aveva 38.911 abitanti al censimento 2013.

## Infrastrutture e trasporti

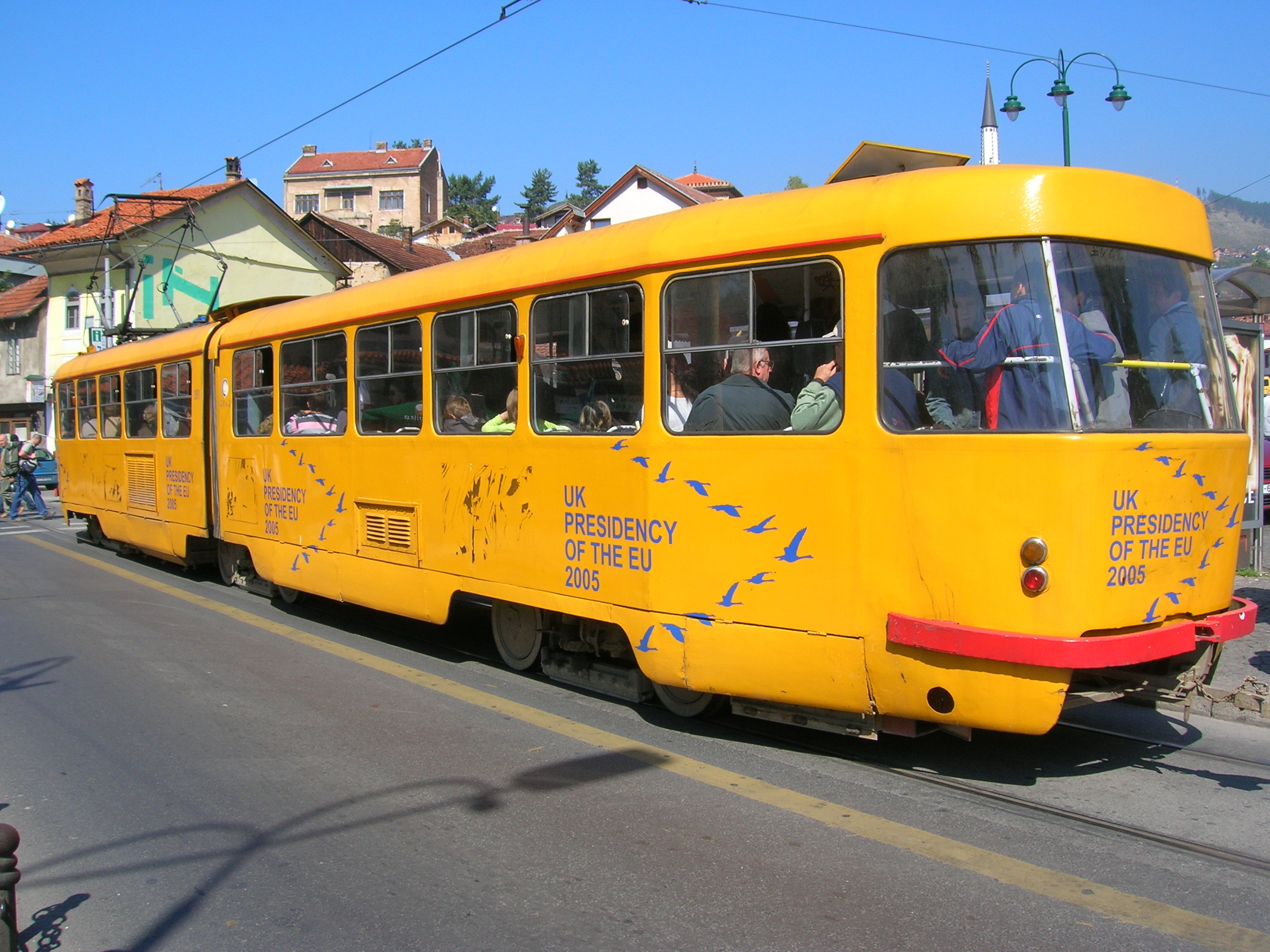
Tram a Sarajevo

Sarajevo è posizionata in una valle in mezzo alle montagne: per questo motivo è una città "compatta". Questa caratteristica la rende scomoda per chi utilizza l'automobile, poiché scarseggiano le aree di parcheggio, ma ciò ha consentito lo sviluppo dei trasporti pubblici o in bicicletta. Le due strade principali sono la Maresciallo Tito (Titova ulica) e la Dragone di Bosnia (Zmaj od Bosne). La strada trans-europea Corridoio 5C attraversa Sarajevo e la collega con Budapest a nord e con Ploče a sud.
Dopo la fine della guerra, Sarajevo sta migliorando il suo sistema di trasporti.

### Ferrovie
La stazione ferroviaria più importante si trova al centro-nord della città; da lì si diramano le linee per Doboj e Ploče.

### Aeroporto
L'Aeroporto Internazionale di Sarajevo (codice SJJ) si trova pochi chilometri a sud-ovest della città. Durante la guerra l'aeroporto è stato utilizzato per i voli dell'ONU e per i soccorsi umanitari. Dopo l'accordo di Dayton, nel 1996, l'aeroporto è tornato ad offrire normali voli commerciali. Nel 2006 534.000 persone sono transitate nell'aeroporto, mentre nel 1996 erano stati solo 25.000.

### Mobilità urbana
I tram sono in funzione fin dal 1885, dapprima trainati da cavalli la linea fu elettrificata nel 1895. Sono il trasporto pubblico più antico della città. 

## Amministrazione

### Gemellaggi[17]
- Ankara, dal 1994
- Baku, dal 1972
- Barcellona, dal 1996
- Budapest, dal 1995
- Bursa, dal 1979
- Calgary, dal 1986
- Scandicci, dal 1975
- Collegno, dal 1994
- Coventry, dal 1957
- Dayton (Ohio), dal 1999
- Ferrara, dal 1978
- Friedrichshafen, dal 1972
- Innsbruck, dal 1980
- Istanbul, dal 1997
- Madinat al-Kuwait, dal 1998
- Madrid, dal 2007
- Magdeburgo, dal 1972
- Napoli, dal 1976
- Prato, dal 1995
- Serre Chevalier, dal 1995
- Stoccolma, dal 1997
- Tirana, dal 1996
- Tientsin, dal 1981
- Tlemcen, dal 1964
- Tripoli (Libia), dal 1976
- Venezia, dal 1994
- Wolfsburg, dal 1985
- Zagabria, dal 2001

## Sport
Gli sport e gli eventi sportivi hanno avuto un ruolo importante a Sarajevo, ancor da prima che la città ospitasse i giochi olimpici. Per la rassegna a cinque cerchi furono realizzate varie strutture sportive; quelle per lo sci nordico (pista di sci di fondo, trampolino Igman) sorgevano sul monte Igman, a pochi chilometri dalla città.
Uno degli sport più praticati è il calcio. Le due squadre di calcio – FK Sarajevo e FK Željezničar – hanno entrambe spesso partecipato a tornei a livello europeo. Altre squadre calcistiche cittadine sono il SAŠK Napredak e l'Olimpik Sarajevo.
Molto praticata è anche la pallacanestro. La squadra cittadina, il Bosna Sarajevo, è stata campione europea nel 1979. Sono presenti altre squadre cittadine come lo Željezničar e lo Spars.
Conosciuta è anche la squadra di scacchi Bosna Sarajevo che ha partecipato a diversi campionati fin dagli anni ottanta.

## Galleria d'immagini

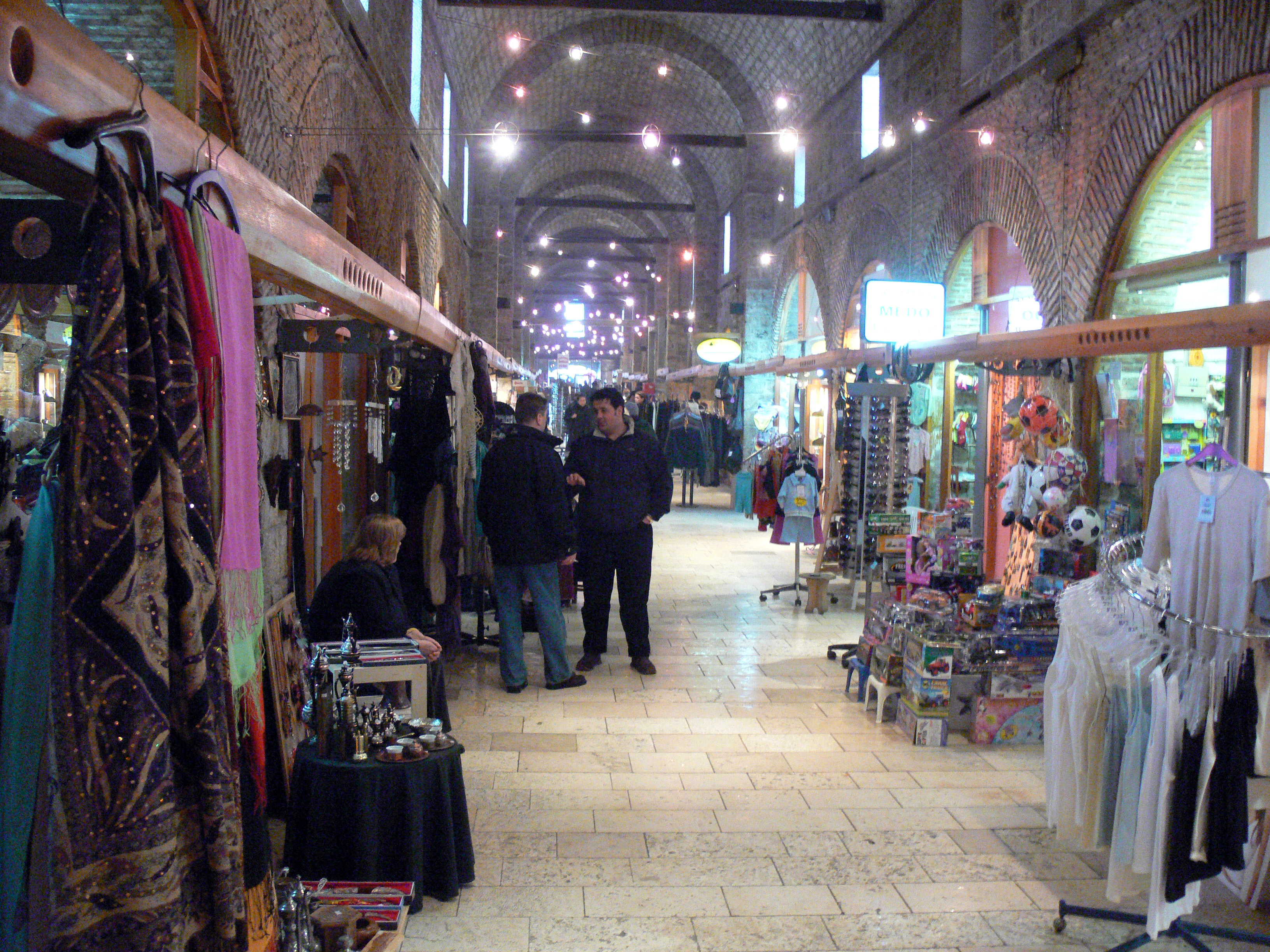
Bazar (mercato)
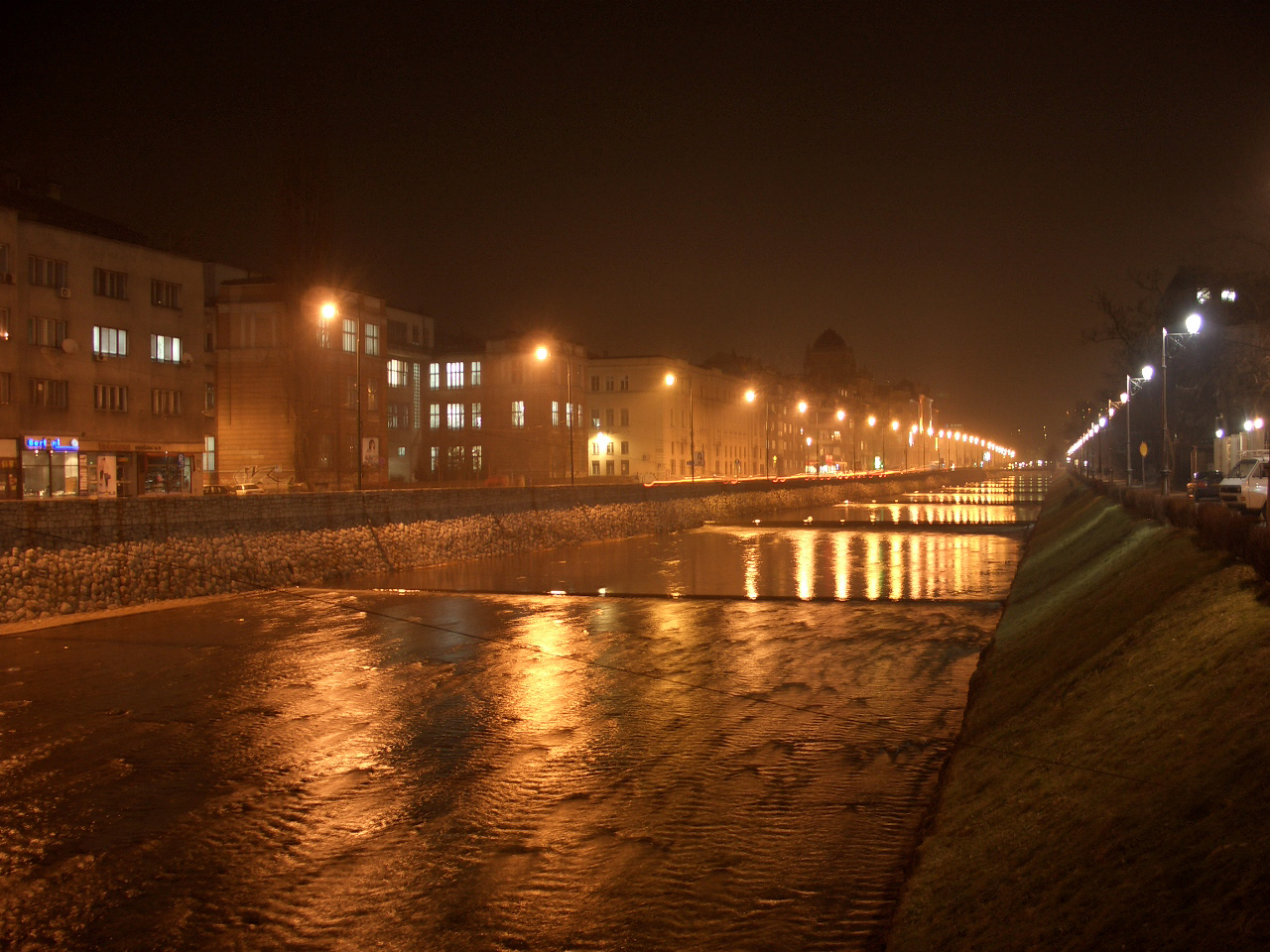
Fiume Miljacka
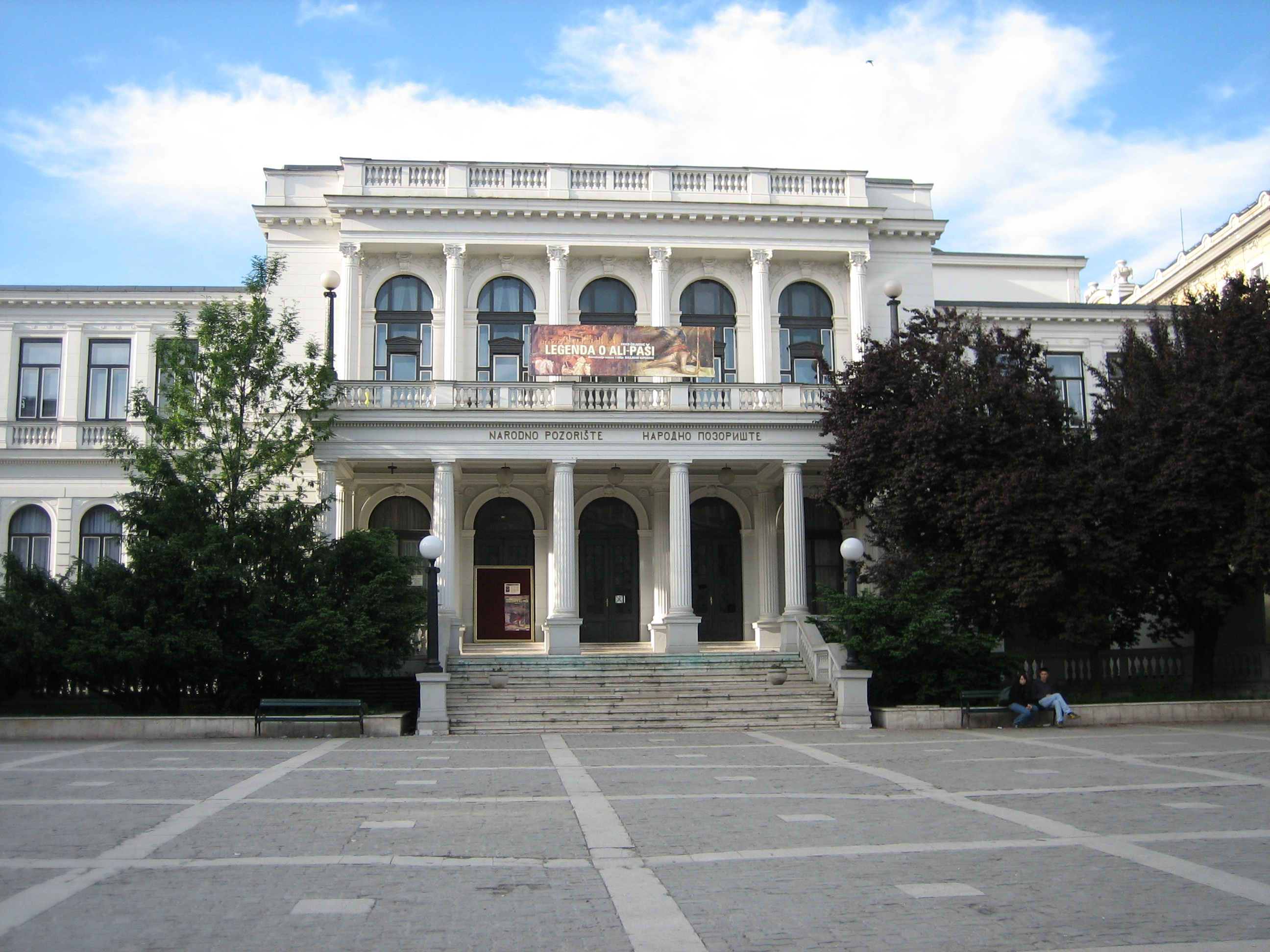
Teatro Nazionale di Saraievo
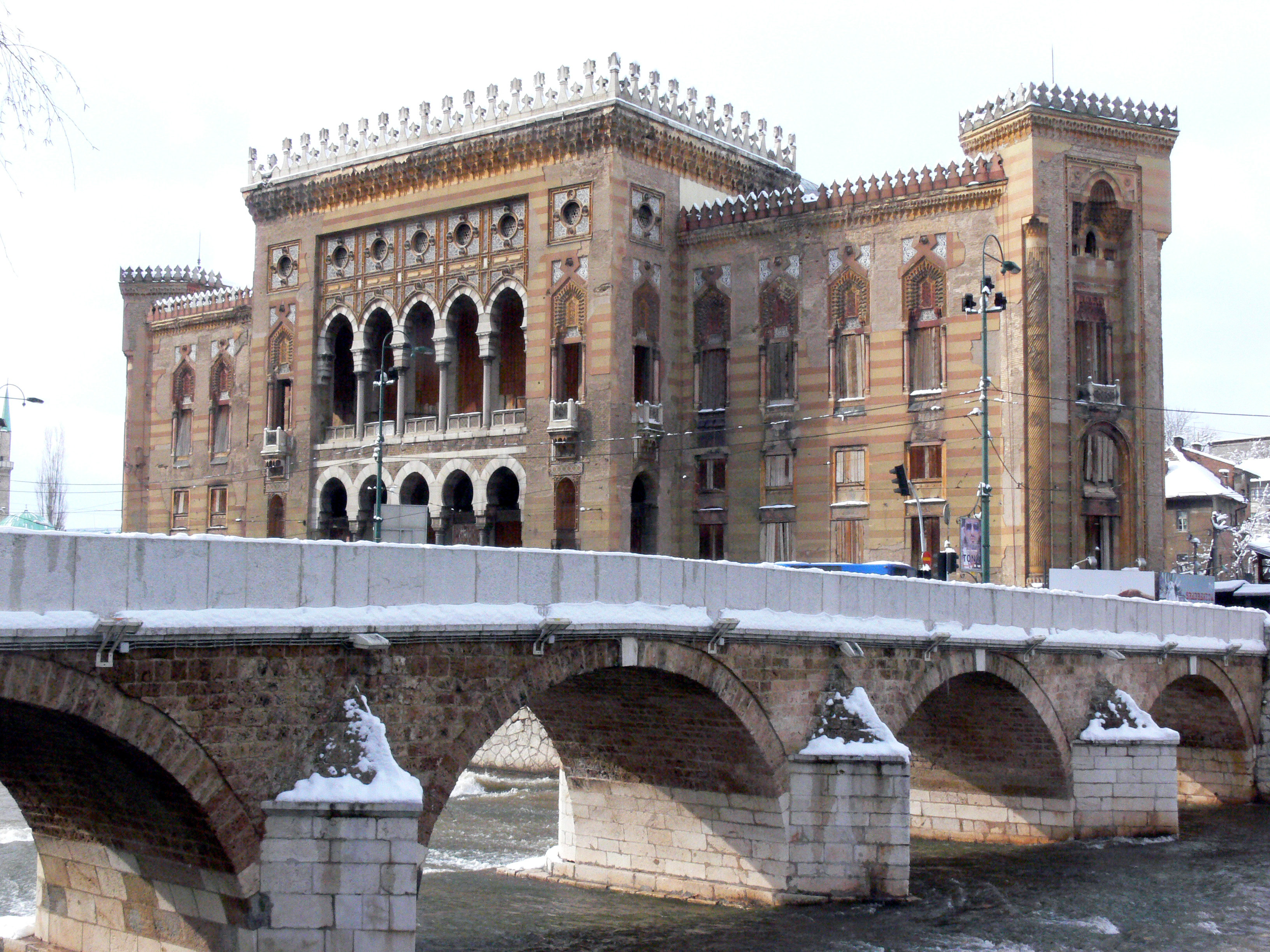
Biblioteca Nazionale
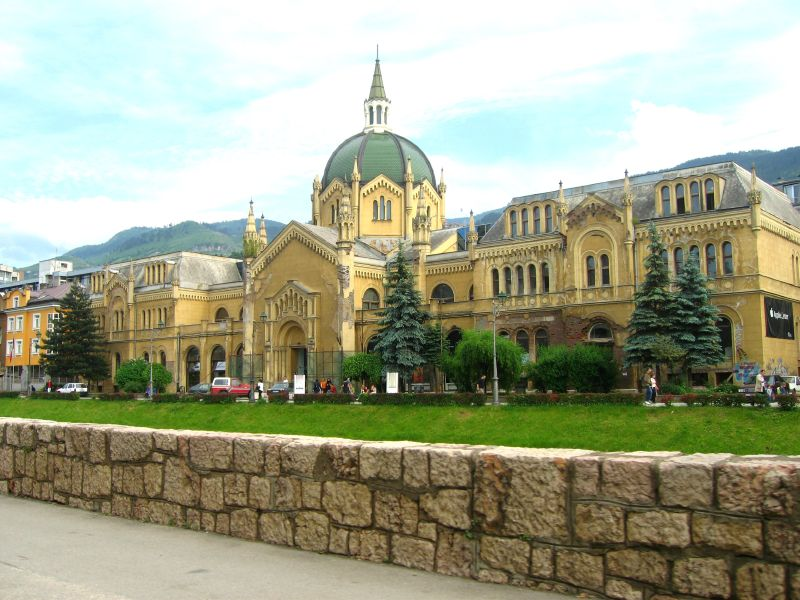
Accademia delle Belle Arti
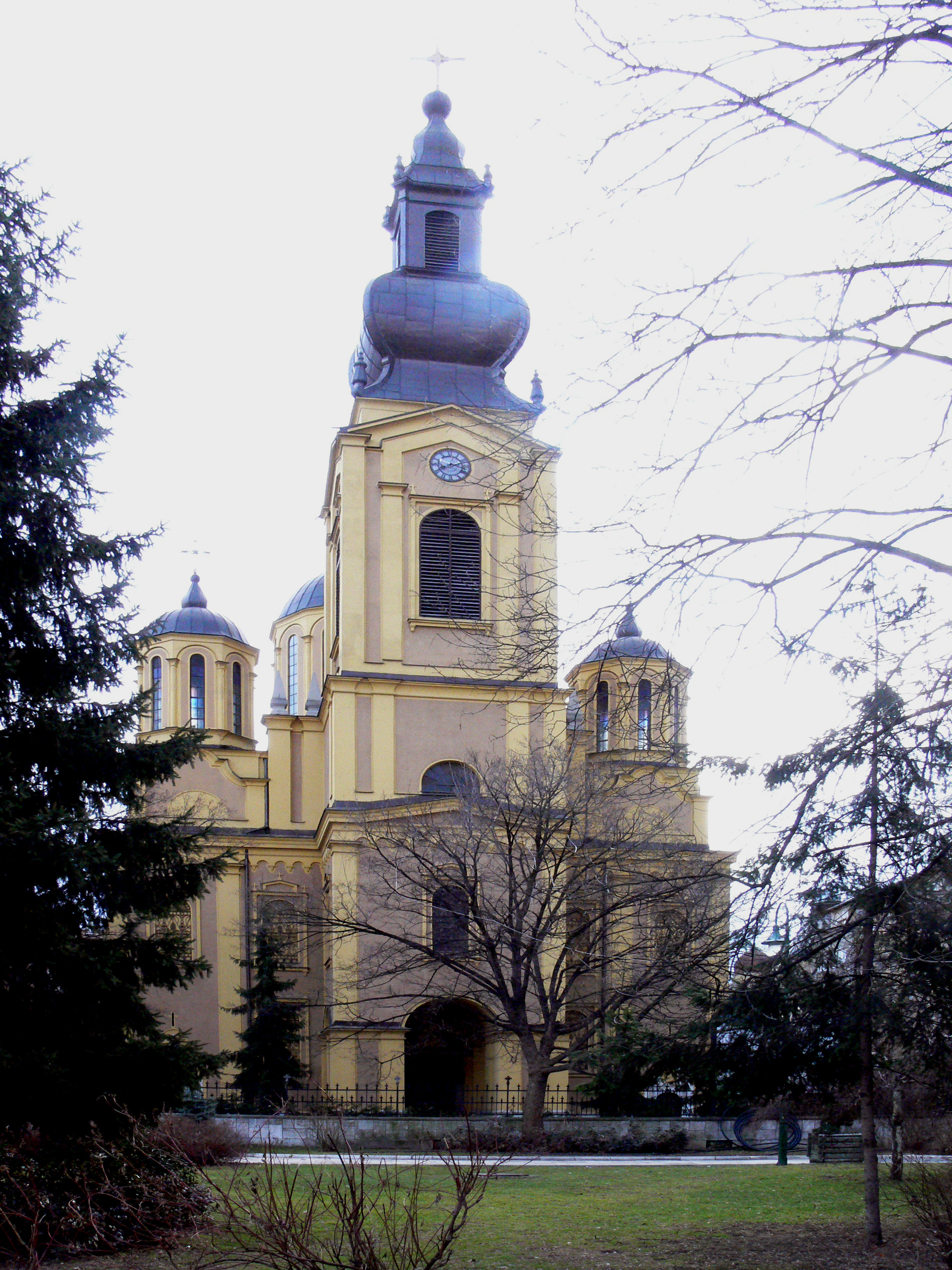
Cattedrale serbo-ortodossa
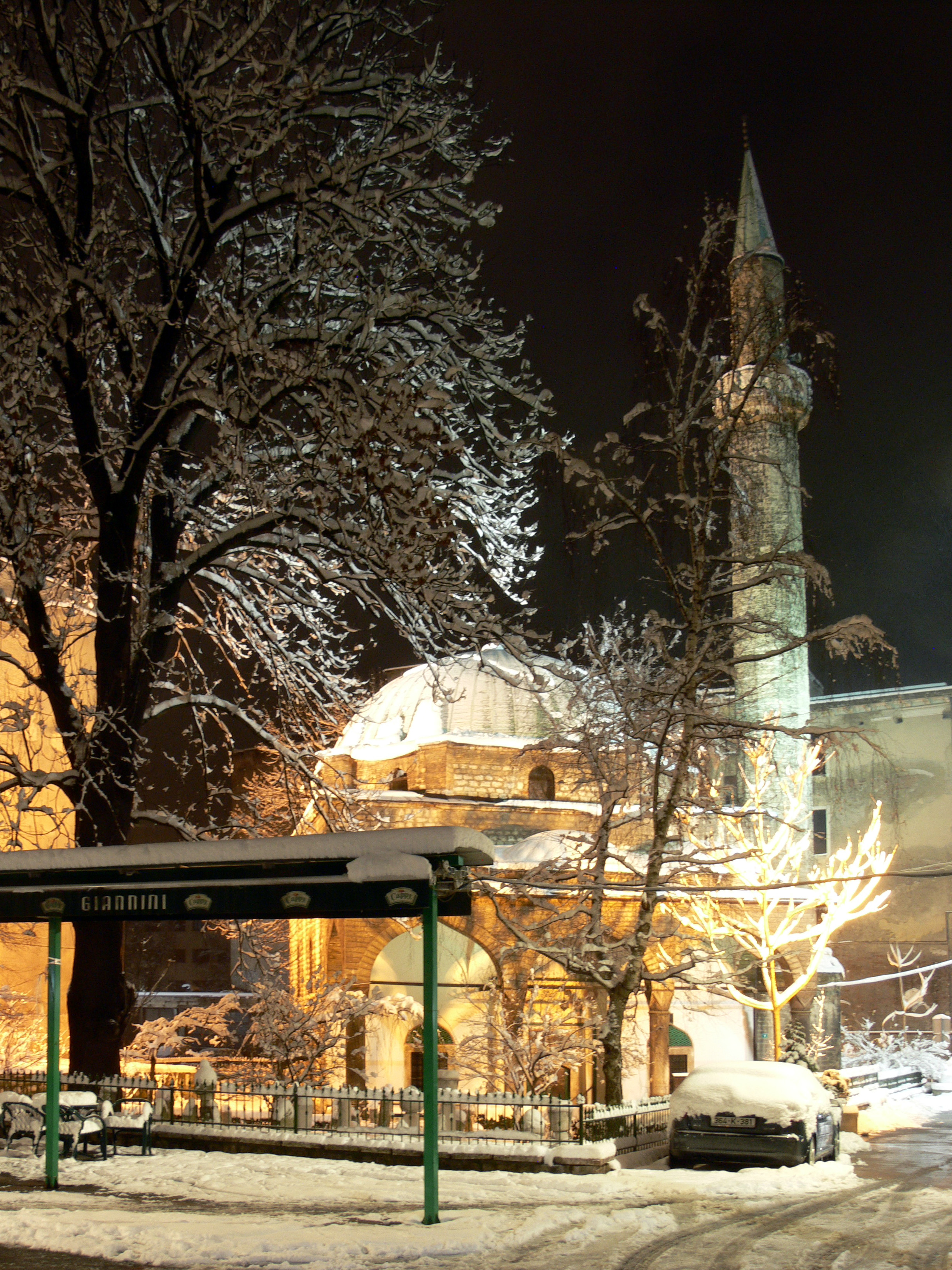
Moschea Ferhadija
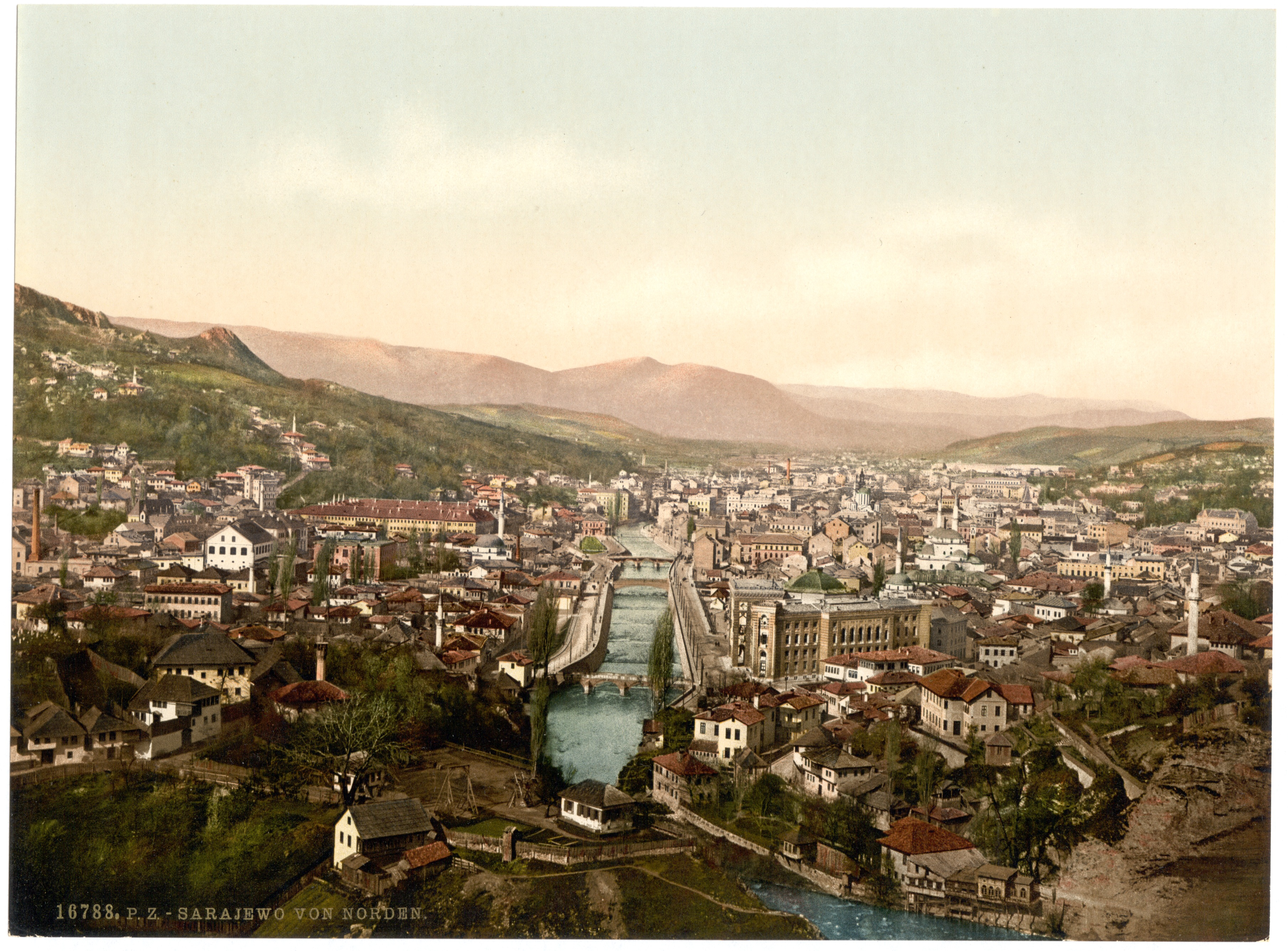
Panorama, inizi Novecento